# С. С. 7бис (Напуљ)
С. С. 7бис је насеље у Италији у округу Напуљ, региону Кампанија.
Према процени из 2011. у насељу је живело 29 становника. Насеље се налази на надморској висини од 31 м.